# SV Schlebusch
Der SV Schlebusch 1923 e. V. ist ein in der Landesliga Mittelrhein spielender Fußballverein aus Leverkusen-Schlebusch.

## Geschichte
Die ersten Jahre nach der Gründung wurden vor allem durch den Bau eines eigenen Stadions in Eigenarbeit im Leverkusener Osten und den Aufbau einer erfolgreichen Jugendarbeit geprägt, in Folge derer der Aufstieg der 1. Seniorenmannschaft in die 1. Gauklasse gelang. Nach dem Zweiten Weltkrieg etablierte sich der Verein dank der gezielten Förderung eigener Talente schnell wieder in den höheren Klassen des Verbandsgebiets.
Am 23. Oktober 1960 traf der SV Schlebusch in der 1. Hauptrunde des Westdeutschen Pokals auf den höherklassigen Nachbarn Bayer 04 Leverkusen, der damals in der zweithöchsten Klasse spielte. 2000 Zuschauer verfolgten das Lokalduell, bei dem die Mannschaft aus dem Amateurlager den hochfavorisierten Lokalrivalen mit 3:1 besiegte. Mit dem 1. FC Köln bekam der Verein für die 2. Pokalrunde einen der attraktivsten Gegner, der in den Folgejahren den deutschen Spitzenfußball dominierte. Die Mannschaft aus der zweithöchsten Amateurklasse traf am 26. Dezember 1960 auf eine Spitzenmannschaft der Oberliga West, die seit 1957 stets die Endrunde um die deutsche Fußballmeisterschaft erreicht, und im Sommer des Jahres 1960 das Endspiel um die deutsche Fußballmeisterschaft gegen den HSV mit 2:3 verloren hatte. Das Spiel endete 0:4. Das Spiel wurde von einem Team des WDR im Hörfunk übertragen.
Im Sommer 1956/57 wurde der Verein Meister der Landesliga und 1961 stieg der SV Schlebusch in die höchste deutsche Amateurklasse, die Verbandsliga Mittelrhein auf. Unter der Leitung von Paul Mebus, der zu Sepp Herbergers WM-Kader des Jahres 1954 gezählt hatte, erreichte der Verein in der ersten Saison in dieser Klasse auf Anhieb den 3. Tabellenplatz hinter Meister Tura Bonn (einem der Gründervereine des Bonner SC). Auch die zweite Verbandsligasaison wurde auf dem 3. Platz beendet. Nachdem man zur Saisonhalbzeit noch zwei Punkte hinter Herbstmeister Viktoria Alsdorf zurückgelegen hatte, übernahm man nach einem Kopf-an-Kopf-Rennen mit Tura Bonn am vorletzten Spieltag die Tabellenführung und verteidigte diese eine Woche später vor 2000 Zuschauern mit einem 7:0-Sieg gegen den Lokalrivalen, VfL Leverkusen, was den Gewinn der Mittelrheinmeisterschaft bedeutete.
1971 erfolgte der Abstieg aus der Verbandsliga Mittelrhein und ab 1976 eine viele Jahre wechselnde Landesliga- und Bezirksligazugehörigkeit. In der Saison 2008/09 wurde der Verein mit einer Rekord-Bilanz (78 Punkte bei 112:35 Toren) Bezirksliga-Meister und stieg erneut in die Landesliga Mittelrhein auf. Drei Jahre später folgte in der Saison 2012/13 der Wiederabstieg in die Bezirksliga. Nach weiteren drei Jahren kehrte der Verein 2016 unter dem Trainerduo Stefan Müller/David Gsella mit dem neuen Vereinsrekord von 81 Punkten und 103:25 Toren nach 26 Siegen, 3 Unentschieden und 1 Niederlage in die Landesliga zurück.

## Jugendarbeit
Neben der Seniorenarbeit legt der Verein besonderen Wert auf die Jugendarbeit. Aus ihr gingen in früheren Jahren unter anderem Spieler wie Herbert Bönnen (1. FC Köln), dessen Bruder Hans, der in der holländischen Eredivisie spielte, Profi und späterer Torwarttrainer (FC Bayern München und FC Schalke 04) Bernd Dreher sowie der ehemalige Juniorennationalspieler Paul Zilles hervor. Unter der aktuellen Leitung (2016) des im vierten Jahrzehnt amtierenden Jugendleiters und Bundesverdienstmedaillenträgers Nuri Kurt bildet der SV Schlebusch in seinen jährlich bis zu 23 Jugendmannschaften bis auf wenige externe Zugänge das „Personal“ seiner beiden Seniorenmannschaften selbst aus, wobei Talente des SV Schlebusch auch bei höherklassigen Nachbarn eingesetzt sind. Mit ca. 500 aktiven Kindern und Jugendlichen zählt der SV Schlebusch zu einem der größten Vereine Deutschlands im Nachwuchsbereich. Die von David Gsella trainierten A-Junioren gehen in der Saison 2016/17 in ihr drittes Jahr in der Mittelrheinliga, nachdem sie im zweiten Jahr in Folge einen Platz erreichten, der von einer Teilnahme an der Relegationsrunde befreit.

## Persönlichkeiten
- Herbert Bönnen
- Edmund Conen
- Bernd Dreher
- Dennis Engelman
- Bernd Gerstner
- Ferdinand Heidkamp
- Dirk Hielscher
- Sascha Marquet
- Paul Mebus
- Anas Ouahim
- Jakob Wimmer